# Лајош Баћани
Гроф Лајош Баћани де Неметујвар (мађ. gróf németújvári&nbsp;Batthyány Lajos; Братислава, 10. фебруар 1807 — Пешта, 6. октобар 1849) био је први премијер Мађарске. Рођен је у Пожуну (данашња Братислава) 10. фебруара 1807. године, а стрељан је у Пешти 6. октобра 1849. године, истог дана када и 13 арадских мученика.

## Каријера
Рођен је у племићкој породици. Имао је старију сестру, грофицу Амалију, која се два пута удавала за племиће и разводила. Рано се преселио у Беч са мајком и братом након развода родитеља. Баћани је имао приватног учитеља, али га је мајка послала у интернат и Баћани је ретко виђао своју мајку.
Са 16 година Баћани је завршио студије у интернату и похађао Академију у Загребу (сада Универзитет у Загребу, Хрватска). Године 1826. отишао је на четири године на дужност у Италију, где је унапређен у поручника и где је стекао диплому правник.
Године 1830. постао је наследни племић у Горњем дому у Мађарској и заузео је своје место у парламенту, али у то време није био политичар.
Он се више укључио у политички живот након скупштине 1839–1840 у Пожуну. Био је вођа опозиције, за коју је саставио план реформи. Баћани је саветовао да се ангажују стенографи да дословно забележи рад Горњег дома почевши од 1840. године.
У парламенту 1843–1844, Баћани је поново био вођа опозиције за цео парламент и критиковао је унутрашње послове и спољну политику Хабзбуршке монархије.
Баћани је подржавао Лајоша Кошута и морално и финансијски. Кошут је постао представник Пештанске жупаније у скупштине 1847. године. Након тога Баћани је био вођа опозиције у Горњем дому док је Кошут имао исту улогу у Доњем дому.

### Баћанијева влада
Баћани је био део делегације код цара Фердинанда I од Аустрије. Они су инсистирали да мађарска влада буде врховна на својој територији. Дана 17. марта 1848. цар је пристао и Баћани је основао први мађарски сабор. Дана 23. марта 1848, као шеф владе, Баћани је препоручио своју администрацију Дијети.
Први задатак нове владе био је да разради политику револуције. Након што су они договорени, влада је почела да предузима акције 11. априла 1848. У то време унутрашња и спољна политика Мађарске су биле нестабилне, а Баћани се суочио са многим проблемима. Његов први и најважнији чин био је организовање оружаних снага и локалне управе. Инсистирао је на томе да аустријска војска, када буде у Угарској, потпадне под угарски закон, а Аустријско царство је то признало. Покушао је да репатријаше регрутоване војнике у Мађарску. Основао је Организацију милиционера, чији је задатак био да обезбеди унутрашњу безбедност. У мају 1848. почео је да организује независну мађарску револуционарну армију и у њу регрутовао људе. Баћани је преузео контролу над Организацијом милиционера све док се Лазар Месарош није вратио. Истовремено је био министар војни .
Баћани је био веома способан вођа, али је био усред сукоба између Аустријске монархије и мађарских сепаратиста. Био је привржен уставној монархији и тежио је очувању устава, али је цар био незадовољан његовим радом. Дана 29. августа, уз сагласност парламента, Баћани и Ференц Деак отишли су код цара да га замоле да нареди Србима да капитулирају и да заустави Јелачића, који је планирао да нападне Угарску. Истовремено, Баћани је Јелачићу дао понуду да се Хрватска – као део земаља Угарске круне – може одвојити од ње мирним путем. Баћанијеви напори су били неуспешни: иако је цар формално разрешио Јелачића дужности, у пракси је Јелачић са својом војском извршио инвазију на Мађарску 11. септембра 1848. године.
Тако су Баћани и његова влада поднели оставке, осим Кошута, Семере и Месароша. Касније, на захтев надвојводе Стефана, Палатина Угарске, Баћани је поново постао премијер. Баћани је 13. септембра најавио побуну и затражио да је надор (или палатин) предводи. Међутим, Палатин је, по наређењу цара, дао оставку на свој положај и напустио Угарску.
Цар није признао нову владу 25. септембра. Такође је поништио Баћанијево вођство и предложио грофа Франца Филипа фон Ламберга за вођу мађарске војске. Али Ламберга су побуњеници убили у Пешти 28. септембра. У међувремену, Баћани је поново отпутовао у Беч да тражи компромис са царем.
Баћани је био успешан у својим журним напорима да организује Мађарску револуционарну армију: нова војска је поразила Хрвате 29. септембра у бици код Пакозда.
Баћани је схватио да не може да прави компромис са царем, па је 2. октобра поново поднео оставку и предложио Миклоша Ваја за свог наследника. Такође је поднео оставку на своју позицију у Парлементу.

### Оставка
Као обичан војник, Баћани се придружио војсци Јожефа Видоша и борио се против војске генерала Кузмана Тодоровића, али је 11. октобра 1848. пао са коња и сломио руку.
Након што се Бетјани опоравио, поново је изабран за политичара. Он није желео да се парламент пресели у Дебрецин. Због његовог предлога, парламент је послао делегацију (укључујући и самог Баћанија) генералу Алфреду I, кнезу од Виндиш-Граца, да се састане с њим, пошто је парламент желео да зна шта је Виндиш-Грацов циљ. Али генерал није желео да се састане са Баћанијем, већ само са осталим члановима делегације.
Дана 8. јануара 1849. он се вратио у Пешту, гдје је ухваћен у палати Кароли и затворен у касарни Будаи. Када је мађарска војска била ближе Пешти, Баћани је одведен у Пожун, Љубљану и Олмуц (данас Оломоуц, Чешка). Мађари су много пута покушавали да га спасу, али их је Баћани замолио да то не чине. Баћани је инсистирао да су његови поступци легитимни и да суд није надлежан.

## Извршење
Дана 16. августа 1849. године у Олмутз-у, Војни суд је послао Баћаниа у судбину. У почетку су хтели да му конфискују имовину и да га осуде на затворску казну, али су под притиском принца Феликса фон Шварценберга и Аустријског царства уместо тога осудили Баћанија на смрт.
Мађари су Баћанија однели у Пешту, јер су се надали да ће му генерал Јулије Јакоб фон Хајнау (у име цара) дати милост, али га је Хајнау осудио на вешање. У својој последњој посети, његова жена је прокријумчарила мали мач у затвор. Баћани је покушао да изврши самоубиство тако што је пресекао вратне вене, али није успео у покушају. Због ожиљака на врату, суд је казну преиначио у стрељање.
Увече 6. октобра Баћани је био дрогиран и због тога је отишао до Нове зграде. Изгубио је много крви због покушаја самоубиства, тако да су га две особе морале пратити. Лакнуло му је када је видео да нема вешала. Барон Јохан Франц Кемпен фон Фихтенштам, командант војног округа у Пешти и Будиму знао је да је немогуће погубити Баћанија стрељањем у дрогираном стању, али није тражио одлагање, па је одлучио да буде стрељан пуцањем у главу. Баћани је клекнуо испред стрељачког вода и повикао: "Éljen a haza! Rajta, vadászok!" "Éljen a haza! Rajta, vadászok!" („Живела моја земља! Изволите, ловци!").
Баћанијева сахрана била је у центру града, у трезору цркве Грејфрајерс. Након аустроугарске нагодбе из 1867. године, његови посмртни остаци су 1870. године пребачени у новосаграђени маузолеј на гробљу Керепеши.

## Дела
Баћанијеви парламентарни говори сачувани су у савременим издањима дневника и политичким новинама. Његов есеј о гајењу шећерне репе штампан је у часопису Magyar Gazda 1842. године.